# Dusona valelaminata
Dusona valelaminata là một loài tò vò trong họ Ichneumonidae.